# Хачилаев, Магомед Мугадович
Магоме́д Муга́дович Хачила́ев (19 марта 1957, Кума, Дагестанская АССР — 19 ноября 2000, Махачкала) — российский дагестанский спортсмен, бизнесмен, политический и общественный деятель, заместитель министра сельского хозяйства Республики Дагестан. Убит в ноябре 2000 года в Махачкале своим телохранителем.

## Биография
Родился в 1957 году в многодетной семье в ауле Кума Лакского района Дагестана. По национальности — лакец. Был известным спортсменом, мастером спорта по вольной борьбе и дзюдо, трехкратным чемпионом России по каратэ, дважды выигрывал Кубок СССР; являлся председателем спортивного клуба «Кэмпо» (г. Махачкала); был учредителем нескольких предприятий.
С 1992 года — председатель Национального совета Лакского народного движения «Кази Кумух».
5 марта 1995 г. был избран депутатом Народного Собрания Республики Дагестан от территориального органа «Лакский». За него было проголосовало более 99 процентов от принявших участие в выборах. До этого он занимал должность руководителя концерна «Виртал».
В 1997 году на заседании Госсовета Дагестана депутат Народного Собрания Дагестана и будущий глава Пенсионного фонда 46-летний Амучи Амутинов вступил в драку с Магомедом Хачилаевым.
В 1998 г. занимал пост заместителя министра сельского хозяйства республики Дагестан.
20 мая 1998 года, по версии газеты КоммерсантЪ, в центре Махачкалы сотрудники милиции остановили кортеж братьев Хачилаевых, возвращавшихся с переговоров из Чечни для проверки и попытались разоружить охрану. Словесная перепалка перешла в перестрелку, затем события развернулись возле особняка брата Магомеда Хачилаева Надиршаха, который был окружен сотрудниками правоохранительных органов и взят в осаду.
21 мая 1998 года сторонники братьев Хачилаевых собрали митинг на центральной площади Махачкалы, переросший в массовые беспорядки и силовой захват здания Госсовета. В ходе событий 20 — 21 мая в Махачкале были убиты трое милиционеров и четверо взяты в заложники.
После майских событий Магомед вместе с братом были объявлены во всероссийский розыск. В сентябре 1998 г. Магомед был арестован. Освобожден из-под стражи под подписку о невыезде по состоянию здоровья в марте 1999 г. В дальнейшем с братьев Хачилаевых были сняты обвинения в организации «массовых беспорядков» и убийстве, им инкриминировались захват сотрудников милиции и незаконное хранение оружия.
В июне 2000 г. Верховным судом Дагестана Магомед Хачилаев был приговорен к трем годам лишения свободы, однако также как и его брат Надиршах был освобожден из-под стражи в зале суда по амнистии, объявленной Государственной Думой РФ в честь 55-летия Победы.
В 2000 году занимал должность председателя дагестанского отделения Фонда Мира.

## Гибель
16 ноября 2000 года около 22 часов в Махачкале на улице Коминтерна получил тяжелое ранение в голову. Стрелял в Хачилаева его же телохранитель, который скрылся с места происшествия. Тяжелое ранение в спину получила и находившаяся с ним искусствовед Зумруд Джандарова, которая скончалась по пути в больницу. По мнению следствия, причиной стала ссора на бытовой почве.
С момента ранения Хачилаев находился в коме и скончался на третьи сутки, 19 ноября 2000 года, не приходя в сознание.
Телохранитель Магомеда Хачилаева Мирза Рамазанов отрицал свою вину, однако был признан виновным в убийстве и приговорен Верховным Судом Дагестана к 18 годам лишения свободы.
Стоит отметить, что два родных брата Магомеда Хачилаева были убиты при невыясненных обстоятельствах. Младший брат — известный в СССР каратист Адам Хачилаев был убит в 1993 году уроженцем Чечни. Вскоре после его смерти был застрелен и сам убийца.
Бывший депутат Государственной думы РФ Надиршах Хачилаев тоже был убит, в 2003 году.

## Дети
Сын: Хочбар — спортсмен.